# Liste des chapelles du département du Jura
La liste des chapelles du Jura présente les chapelles situées sur le territoire des communes du département français du Jura. Il est fait état des diverses protections dont elles peuvent bénéficier et, notamment, les inscriptions et classements au titre des monuments historiques.

## Liste
| Chapelle                                                                            | Commune                     | Coordonnées                      | Notice         | Protection | Date | Illustration                                                     |
| ----------------------------------------------------------------------------------- | --------------------------- | -------------------------------- | -------------- | ---------- | ---- | ---------------------------------------------------------------- |
| Chapelle Notre-Dame-de-l'Ermitage d'Arbois                                          | Arbois                      | 46° 53′ 48″ nord, 5° 46′ 36″ est |                |            |      | Chapelle Notre-Dame-de-l'Ermitage d'Arbois                       |
| Chapelle Saint-Laurent de Chisséria                                                 | Arinthod                    | 46° 22′ 44″ nord, 5° 34′ 07″ est |                |            |      | Image manquante Téléverser                                       |
| Chapelle castrale                                                                   | Arinthod                    | 46° 23′ 33″ nord, 5° 33′ 59″ est |                |            |      | Image manquante Téléverser                                       |
| Chapelle Maison de retraite                                                         | Aromas                      | 46° 16′ 34″ nord, 5° 29′ 11″ est |                |            |      | Image manquante Téléverser                                       |
| Chapelle Saint-Roch                                                                 | Avignon-lès-Saint-Claude    | 46° 23′ 24″ nord, 5° 50′ 42″ est | « IA39000117 » |            | 1996 | Chapelle Saint-Roch                                              |
| Chapelle Saint-Denis                                                                | Balaiseaux                  | 46° 57′ 45″ nord, 5° 28′ 00″ est |                |            |      | Chapelle Saint-Denis                                             |
| Chapelle de Tous-les-Saints                                                         | Balanod                     | 46° 27′ 17″ nord, 5° 21′ 23″ est |                |            |      | Chapelle de Tous-les-Saints                                      |
| Chapelle de Champvaux                                                               | Barretaine                  | 46° 48′ 49″ nord, 5° 43′ 27″ est |                |            |      | Image manquante Téléverser                                       |
| Chapelle du cimetière désaffecté                                                    | Barésia-sur-l’Ain           | 46° 33′ 09″ nord, 5° 42′ 39″ est | « PA00101813 » | Classé     | 1943 | Image manquante Téléverser                                       |
| Chapelle Gindre                                                                     | Baume-les-messieurs         | 46° 42′ 15″ nord, 5° 38′ 44″ est | « IA00015398 » |            | 1986 | Chapelle Gindre                                                  |
| Chapelle-oratoire de la Toupe                                                       | Baume-les-messieurs         | 46° 42′ 43″ nord, 5° 38′ 29″ est |                |            |      | Image manquante Téléverser                                       |
| Chapelle Sainte-Anne                                                                | Bersaillin                  | 46° 51′ 35″ nord, 5° 35′ 53″ est |                |            |      | Image manquante Téléverser                                       |
| Chapelle du couvent                                                                 | Bletterans                  | 46° 44′ 46″ nord, 5° 27′ 19″ est |                |            |      | Image manquante Téléverser                                       |
| Chapelle Saint-Matthieu                                                             | Bonlieu                     | 46° 35′ 24″ nord, 5° 49′ 31″ est |                |            |      | Image manquante Téléverser                                       |
| Chapelle Saint-Léger de Civria                                                      | Bourcia                     | 46° 21′ 03″ nord, 5° 23′ 25″ est |                |            |      | Chapelle Saint-Léger de Civria                                   |
| Chapelle dite de Richebourg                                                         | Bourg-de-Sirod              | 46° 43′ 34″ nord, 5° 57′ 45″ est |                |            |      | Image manquante Téléverser                                       |
| Chapelle Saint-Étienne de Coldre                                                    | Briod                       | 46° 39′ 53″ nord, 5° 36′ 08″ est | « IA00015000 » |            | 1986 | Chapelle Saint-Étienne de Coldre                                 |
| Chapelle Saint-Oyand                                                                | Broissia                    | 46° 21′ 20″ nord, 5° 26′ 03″ est |                |            |      | Image manquante Téléverser                                       |
| Chapelle de la Vierge                                                               | Bréry                       | 46° 47′ 02″ nord, 5° 34′ 27″ est |                |            |      | Image manquante Téléverser                                       |
| Chapelle Saint-Oyen de Menouille                                                    | Cernon                      | 46° 23′ 19″ nord, 5° 38′ 46″ est |                |            |      | Image manquante Téléverser                                       |
| Chapelle du château de Clairvans                                                    | Chamblay                    | 46° 59′ 24″ nord, 5° 41′ 29″ est |                |            |      | Chapelle du château de Clairvans                                 |
| Chapelle du château                                                                 | Chamole                     | 46° 50′ 20″ nord, 5° 43′ 29″ est | « PA00101822 » | inscrit    | 1992 | Chapelle du château                                              |
| Chapelle Saint-François                                                             | Champagnole                 | 46° 45′ 08″ nord, 5° 53′ 47″ est |                |            |      | Image manquante Téléverser                                       |
| Chapelle                                                                            | Champagnole                 | 46° 44′ 43″ nord, 5° 55′ 09″ est |                |            |      | Chapelle                                                         |
| Chapelle                                                                            | Chancia                     | 46° 20′ 50″ nord, 5° 38′ 32″ est |                |            |      | Chapelle                                                         |
| Chapelle Saint-Antoine de Garde-Bois                                                | Chapois                     | 46° 50′ 18″ nord, 5° 57′ 43″ est |                |            |      | Chapelle Saint-Antoine de Garde-Bois                             |
| Chapelle Saint-Antoine                                                              | Charézier                   | 46° 36′ 40″ nord, 5° 43′ 38″ est |                |            |      | Chapelle Saint-Antoine                                           |
| Chapelle Sainte-Sauveur de Lieffenans                                               | Charézier                   | 46° 37′ 30″ nord, 5° 43′ 20″ est |                |            |      | Chapelle Sainte-Sauveur de Lieffenans                            |
| Chapelle Sainte-Anne                                                                | Chaussenans                 | 46° 49′ 50″ nord, 5° 43′ 53″ est |                |            |      | Chapelle Sainte-Anne                                             |
| Chapelle de Champagny                                                               | Chaux-Champagny             | 46° 54′ 23″ nord, 5° 53′ 01″ est |                |            |      | Image manquante Téléverser                                       |
| Chapelle Sainte-Jean-Baptiste de Chatagna                                           | Chavéria                    | 46° 29′ 31″ nord, 5° 33′ 09″ est |                |            |      | Image manquante Téléverser                                       |
| Chapelle                                                                            | Chazelles                   | 46° 24′ 11″ nord, 5° 20′ 38″ est |                |            |      | Image manquante Téléverser                                       |
| Chapelle du couvent de Châtel                                                       | Chevreaux                   | 46° 31′ 16″ nord, 5° 24′ 17″ est |                |            |      | Image manquante Téléverser                                       |
| Chapelle Saint-Michel                                                               | Chille                      | 46° 41′ 51″ nord, 5° 34′ 33″ est | « IA00015741 » |            | 1983 | Image manquante Téléverser                                       |
| Chapelle Saint-Laurent                                                              | Chisséria                   | 46° 22′ 44″ nord, 5° 34′ 07″ est |                |            |      | Image manquante Téléverser                                       |
| Chapelle Saint-Vernier                                                              | Château-Chalon              | 46° 45′ 14″ nord, 5° 37′ 30″ est |                |            |      | Chapelle Saint-Vernier                                           |
| Chapelle Sainte-Anne                                                                | Château-Chalon              | 46° 45′ 23″ nord, 5° 37′ 29″ est |                |            |      | Chapelle Sainte-Anne                                             |
| Chapelle Saint-Valère                                                               | Châtillon                   | 46° 39′ 24″ nord, 5° 44′ 13″ est |                |            |      | Image manquante Téléverser                                       |
| Chapelle Saint-Roch                                                                 | Clairvaux-les-Lacs          | 46° 34′ 23″ nord, 5° 45′ 14″ est |                |            |      | Image manquante Téléverser                                       |
| Chapelle castrale Notre-Dame de l’Isle                                              | Clairvaux-les-Lacs          | 46° 34′ 44″ nord, 5° 45′ 01″ est |                |            |      | Image manquante Téléverser                                       |
| Chapelle de la Nativité-de-la-Sainte-Vierge                                         | Condamine                   | 46° 38′ 59″ nord, 5° 26′ 21″ est |                |            |      | Chapelle de la Nativité-de-la-Sainte-Vierge                      |
| Chapelle Notre-Dame de Lorette                                                      | Conliège                    | 46° 39′ 22″ nord, 5° 36′ 20″ est | « IA00015011 » |            | 1986 | Chapelle Notre-Dame de Lorette                                   |
| Chapelle Sainte-Trinité, Saint-Claude-et-Sainte-Barbe de Coldres                    | Conliège                    | 46° 39′ 36″ nord, 5° 36′ 07″ est | « PA39000034 » |            | 1998 | Chapelle Sainte-Trinité, Saint-Claude-et-Sainte-Barbe de Coldres |
| Chapelle de la Sainte-Vierge                                                        | Conte                       | 46° 44′ 53″ nord, 6° 00′ 02″ est |                |            |      | Chapelle de la Sainte-Vierge                                     |
| Chapelle Notre-Dame des Anges                                                       | Cousance                    | 46° 31′ 46″ nord, 5° 23′ 26″ est |                |            |      | Image manquante Téléverser                                       |
| Chapelle Notre-Dame du Chêne                                                        | Cousance                    | 46° 32′ 34″ nord, 5° 22′ 31″ est |                |            |      | Image manquante Téléverser                                       |
| Chapelle Saint-Léger                                                                | Cézia                       | 46° 21′ 44″ nord, 5° 34′ 30″ est |                |            |      | Chapelle Saint-Léger                                             |
| Chapelle du château de Montrambert                                                  | Dammartin-Marpain           | 47° 15′ 06″ nord, 5° 34′ 53″ est |                |            |      | Image manquante Téléverser                                       |
| Chapelle Saint-Cloud                                                                | Denezières                  | 46° 36′ 28″ nord, 5° 48′ 37″ est |                |            |      | Image manquante Téléverser                                       |
| Chapelle de l’ancien Hôtel-Dieu                                                     | Dole                        | 47° 05′ 24″ nord, 5° 29′ 35″ est |                |            |      | Image manquante Téléverser                                       |
| Chapelle de la Visitation                                                           | Dole                        | 47° 05′ 39″ nord, 5° 29′ 33″ est |                |            |      | Chapelle de la Visitation                                        |
| Chapelle des Jésuites                                                               | Dole                        | 47° 05′ 34″ nord, 5° 29′ 28″ est |                |            |      | Chapelle des Jésuites                                            |
| Chapelle du Bon Pasteur                                                             | Dole                        | 47° 05′ 44″ nord, 5° 29′ 55″ est |                |            |      | Chapelle du Bon Pasteur                                          |
| Chapelle du couvent des Carmélites                                                  | Dole                        | 47° 05′ 30″ nord, 5° 29′ 27″ est |                |            |      | Chapelle du couvent des Carmélites                               |
| Chapelle du château de Collondon                                                    | Doucier                     | 46° 38′ 46″ nord, 5° 45′ 29″ est |                |            |      | Image manquante Téléverser                                       |
| Chapelle Saint-Germain                                                              | Doye                        | 46° 46′ 01″ nord, 6° 01′ 00″ est |                |            |      | Chapelle Saint-Germain                                           |
| Chapelle castrale de Dramelay                                                       | Dramelay                    | 46° 24′ 23″ nord, 5° 31′ 27″ est |                |            |      | Image manquante Téléverser                                       |
| Chapelle Saint-Pierre-et-Saint-Roch                                                 | Dramelay                    | 46° 24′ 24″ nord, 5° 32′ 13″ est |                |            |      | Image manquante Téléverser                                       |
| Chapelle Saint-Roch                                                                 | Foncine-le-Haut             | 46° 39′ 13″ nord, 6° 02′ 29″ est |                |            |      | Chapelle Saint-Roch                                              |
| Chapelle Saint-Joseph                                                               | Foncine-le-Haut             | 46° 39′ 25″ nord, 6° 04′ 05″ est | « PA00102059 » | inscrit    | 1989 | Chapelle Saint-Joseph                                            |
| Chapelle Notre-Dame des Chênes                                                      | Fontainebrux                | 46° 42′ 24″ nord, 5° 25′ 37″ est |                |            |      | Chapelle Notre-Dame des Chênes                                   |
| Chapelle Notre-Dame du Mont                                                         | Frontenay                   | 46° 47′ 20″ nord, 5° 37′ 23″ est | « IA00015469 » |            | 1986 | Image manquante Téléverser                                       |
| Chapelle funéraire                                                                  | Frontenay                   | 46° 47′ 05″ nord, 5° 37′ 00″ est | « IA00015464 » |            | 1986 | Chapelle funéraire                                               |
| Chapelle                                                                            | Genod                       | 46° 21′ 20″ nord, 5° 32′ 06″ est |                |            |      | Image manquante Téléverser                                       |
| Chapelle des Chauvins                                                               | Grande-Rivière              | 46° 32′ 44″ nord, 5° 55′ 05″ est |                |            |      | Image manquante Téléverser                                       |
| Chapelle Saint-Claude                                                               | Granges-sur-Baume           | 46° 42′ 56″ nord, 5° 38′ 40″ est | « IA00015485 » |            | 1986 | Chapelle Saint-Claude                                            |
| Chapelle de Mirebel                                                                 | Hauteroche                  | 46° 42′ 00″ nord, 5° 43′ 46″ est |                |            |      | Image manquante Téléverser                                       |
| Chapelle Saints-Victor-et-Ursus                                                     | La Balme-d'Épy              | 46° 22′ 47″ nord, 5° 24′ 56″ est |                |            |      | Image manquante Téléverser                                       |
| Chapelle                                                                            | La Boissière                | 46° 25′ 27″ nord, 5° 31′ 25″ est |                |            |      | Image manquante Téléverser                                       |
| Chapelle Notre-Dame de Lorette                                                      | La Bretenière               | 47° 07′ 40″ nord, 5° 39′ 41″ est |                |            |      | Chapelle Notre-Dame de Lorette                                   |
| Chapelle Saint-Vincent d’Ilay                                                       | La Chaux-du-Dombief         | 46° 36′ 54″ nord, 5° 53′ 29″ est | « IA39001834 » |            | 2005 | Chapelle Saint-Vincent d’Ilay                                    |
| Chapelle de Saint-Romain-de-Roche                                                   | Lavans-lès-Saint-Claude     | 46° 21′ 45″ nord, 5° 44′ 47″ est | « PA00102002 » | inscrit    | 1944 | Chapelle de Saint-Romain-de-Roche                                |
| Chapelle de la Balme                                                                | Lavans-sur-Valouse          | 46° 20′ 08″ nord, 5° 33′ 59″ est |                |            |      | Image manquante Téléverser                                       |
| Chapelle Notre-Dame de la Salette                                                   | Lavigny                     | 46° 42′ 56″ nord, 5° 36′ 12″ est | « IA00015510 » |            |      | Chapelle Notre-Dame de la Salette                                |
| Chapelle de la Sainte-Trinité et du Saint-Esprit                                    | Le Louverot                 | 46° 43′ 52″ nord, 5° 35′ 05″ est | « IA00015512 » |            | 1986 | Chapelle de la Sainte-Trinité et du Saint-Esprit                 |
| Chapelle des Baraques                                                               | Le Pasquier                 | 46° 47′ 29″ nord, 5° 53′ 59″ est |                |            |      | Image manquante Téléverser                                       |
| Chapelle                                                                            | Lect                        | 46° 23′ 17″ nord, 5° 40′ 36″ est |                |            |      | Chapelle                                                         |
| Chapelle Saint-Claude                                                               | Lemuy                       | 46° 54′ 07″ nord, 5° 57′ 30″ est |                |            |      | Image manquante Téléverser                                       |
| Chapelle du presbytère                                                              | Lemuy                       | 46° 53′ 49″ nord, 5° 58′ 06″ est |                |            |      | Image manquante Téléverser                                       |
| Chapelle Sainte-Thérèse                                                             | Les Hays                    | 46° 54′ 08″ nord, 5° 23′ 14″ est |                |            |      | Image manquante Téléverser                                       |
| Chapelle de Cariche                                                                 | Les Molunes                 | 46° 20′ 47″ nord, 5° 56′ 01″ est |                |            |      | Image manquante Téléverser                                       |
| Chapelle Notre-Dame des Neiges                                                      | Les Rousses                 | 46° 29′ 08″ nord, 6° 03′ 33″ est |                |            |      | Image manquante Téléverser                                       |
| Chapelle de Chazelles                                                               | Les Trois-Châteaux          | 46° 24′ 11″ nord, 5° 20′ 38″ est |                |            |      | Image manquante Téléverser                                       |
| Chapelle Saint-Garadoz de L'Aubépin                                                 | Les Trois-Châteaux          | 46° 26′ 21″ nord, 5° 22′ 19″ est |                |            |      | Chapelle Saint-Garadoz de L'Aubépin                              |
| Chapelle                                                                            | Longcochon                  | 46° 46′ 30″ nord, 6° 04′ 13″ est |                |            |      | Chapelle                                                         |
| Chapelle Notre-Dame de l’Ermitage de Montciel                                       | Lons-le-Saunier             | 46° 40′ 12″ nord, 5° 32′ 16″ est |                |            |      | Image manquante Téléverser                                       |
| Chapelle de l’Hôtel-Dieu                                                            | Lons-le-Saunier             | 46° 40′ 34″ nord, 5° 33′ 08″ est | « PA00101892 » | Classé     | 2003 | Image manquante Téléverser                                       |
| Chapelle du Carmel                                                                  | Lons-le-Saunier             | 46° 40′ 44″ nord, 5° 33′ 06″ est |                |            |      | Image manquante Téléverser                                       |
| Chapelle Saint-Etienne                                                              | Maisod                      | 46° 28′ 42″ nord, 5° 41′ 19″ est |                |            |      | Image manquante Téléverser                                       |
| Chapelle Saint-Roch                                                                 | Malange                     | 47° 10′ 39″ nord, 5° 36′ 55″ est |                |            |      | Chapelle Saint-Roch                                              |
| Chapelle Saint-Rénobert de Villard-sur-l’Ain                                        | Marigny                     | 46° 40′ 07″ nord, 5° 45′ 16″ est |                |            |      | Image manquante Téléverser                                       |
| Chapelle Saint-Roch                                                                 | Maynal                      | 46° 33′ 27″ nord, 5° 24′ 57″ est |                |            |      | Chapelle Saint-Roch                                              |
| Chapelle castrale Saint-Joseph                                                      | Menétrux-en-Joux            | 46° 37′ 24″ nord, 5° 49′ 45″ est |                |            |      | Chapelle castrale Saint-Joseph                                   |
| Chapelle de la Sainte-Vierge-Marie de la Fruitière                                  | Menétrux-en-Joux            | 46° 37′ 39″ nord, 5° 50′ 55″ est |                |            |      | Chapelle de la Sainte-Vierge-Marie de la Fruitière               |
| Chapelle Sainte-Claire d’Essavilly                                                  | Mignovillard                | 46° 46′ 39″ nord, 6° 05′ 07″ est |                |            |      | Image manquante Téléverser                                       |
| Chapelle de la sainte-Famille de Petit-Villard                                      | Mignovillard-Petit-Villard  | 46° 48′ 04″ nord, 6° 07′ 02″ est |                |            |      | Image manquante Téléverser                                       |
| Chapelle                                                                            | Mirebel                     | 46° 42′ 00″ nord, 5° 43′ 46″ est | « IA00015050 » |            | 1986 | Image manquante Téléverser                                       |
| Chapelle Saint-Laurent                                                              | Moirans-en-Montagne         | 46° 26′ 07″ nord, 5° 43′ 01″ est |                |            |      | Image manquante Téléverser                                       |
| Chapelle Saint-Alban                                                                | Montagna-le-Templier        | 46° 21′ 33″ nord, 5° 27′ 57″ est |                |            |      | Image manquante Téléverser                                       |
| Chapelle Saint-Etienne de Vatagna                                                   | Montaigu                    | 46° 39′ 28″ nord, 5° 35′ 19″ est | « IA00015074 » |            |      | Image manquante Téléverser                                       |
| Chapelle Notre-Dame                                                                 | Montrond                    | 46° 47′ 45″ nord, 5° 49′ 49″ est |                |            |      | Chapelle Notre-Dame                                              |
| Chapelle Saint-Michel de Chassey                                                    | Mutigney                    | 47° 17′ 12″ nord, 5° 31′ 26″ est |                |            |      | Chapelle Saint-Michel de Chassey                                 |
| Chapelle                                                                            | Nevy-sur-Seille             | 46° 44′ 41″ nord, 5° 37′ 35″ est |                |            |      | Image manquante Téléverser                                       |
| Chapelle de l’ancien hôpital Sainte-Barbe                                           | Nozeroy                     | 46° 46′ 29″ nord, 6° 02′ 06″ est |                |            |      | Chapelle de l’ancien hôpital Sainte-Barbe                        |
| Chapelle du séminaire                                                               | Nozeroy                     | 46° 46′ 28″ nord, 6° 02′ 04″ est |                |            |      | Image manquante Téléverser                                       |
| Chapelle de l’hospice                                                               | Orgelet                     | 46° 31′ 23″ nord, 5° 37′ 10″ est |                |            |      | Image manquante Téléverser                                       |
| Chapelle des Bernardines                                                            | Orgelet                     | 46° 31′ 22″ nord, 5° 36′ 54″ est | « PA00101980 » | inscrit    | 1927 | Chapelle des Bernardines                                         |
| Chapelle Saint-Michel                                                               | Pagnoz                      | 46° 58′ 10″ nord, 5° 49′ 08″ est |                |            |      | Chapelle Saint-Michel                                            |
| Chapelle dédiée à l’invention des Reliques-de-Saint-Etienne                         | Passenans                   | 46° 47′ 53″ nord, 5° 37′ 03″ est | « IA00015321 » |            | 1986 | Chapelle dédiée à l’invention des Reliques-de-Saint-Etienne      |
| Chapelle Marie-Rosalie du Biolet                                                    | Pimorin                     | 46° 29′ 24″ nord, 5° 29′ 20″ est |                |            |      | Image manquante Téléverser                                       |
| Chapelle Saint-Etienne                                                              | Plumont                     | 47° 07′ 30″ nord, 5° 42′ 46″ est |                |            |      | Chapelle Saint-Etienne                                           |
| Chapelle Sainte-Marthe                                                              | Poligny                     | 46° 49′ 57″ nord, 5° 42′ 30″ est |                |            |      | Image manquante Téléverser                                       |
| Chapelle de la communauté des filles du Saint-Esprit                                | Poligny                     | 46° 50′ 15″ nord, 5° 42′ 23″ est |                |            |      | Image manquante Téléverser                                       |
| Chapelle de la Confrérie de la Croix                                                | Poligny                     | 46° 50′ 10″ nord, 5° 42′ 38″ est |                |            |      | Chapelle de la Confrérie de la Croix                             |
| Chapelle de la Congrégation des Vignerons                                           | Poligny                     | 46° 50′ 13″ nord, 5° 42′ 33″ est |                |            |      | Chapelle de la Congrégation des Vignerons                        |
| Chapelle du collège des Oratoriens                                                  | Poligny                     | 46° 50′ 11″ nord, 5° 42′ 35″ est |                |            |      | Image manquante Téléverser                                       |
| Chapelle du monastère des Clarisses Sainte-Claire                                   | Poligny                     | 46° 50′ 12″ nord, 5° 42′ 40″ est |                |            |      | Chapelle du monastère des Clarisses Sainte-Claire                |
| Chapelle de Grange sur le Mont                                                      | Pont-d'Héry                 | 46° 52′ 55″ nord, 5° 54′ 34″ est |                |            |      | Image manquante Téléverser                                       |
| Chapelle Notre-Dame de Lorette                                                      | Port-Lesney                 | 47° 00′ 25″ nord, 5° 48′ 28″ est | « PA39000050 » | Inscrit    | 2002 | Chapelle Notre-Dame de Lorette                                   |
| Chapelle des Jouvencelles                                                           | Prémanon                    | 46° 27′ 17″ nord, 6° 03′ 06″ est |                |            |      | Chapelle des Jouvencelles                                        |
| Chapelle de Pretin                                                                  | Pretin                      | 46° 56′ 23″ nord, 5° 50′ 10″ est |                |            |      | Chapelle de Pretin                                               |
| Chapelle de la Nativité de la Sainte-Vierge de Binans                               | Publy                       | 46° 37′ 42″ nord, 5° 39′ 40″ est |                |            |      | Image manquante Téléverser                                       |
| Chapelle castrale Saint-Claude                                                      | Quintigny                   | 46° 44′ 01″ nord, 5° 31′ 35″ est | « PA00102005 » | inscrit    | 1987 | Chapelle castrale Saint-Claude                                   |
| Chapelle Saint-Etienne                                                              | Ranchot                     | 47° 08′ 59″ nord, 5° 43′ 26″ est |                |            |      | Chapelle Saint-Etienne                                           |
| Chapelle Notre-Dame                                                                 | Ravilloles                  | 46° 25′ 34″ nord, 5° 48′ 10″ est |                |            |      | Chapelle Notre-Dame                                              |
| Chapelle Saint-Jean-Baptiste des Templiers de Graveleuse                            | Rosay                       | 46° 30′ 33″ nord, 5° 26′ 43″ est |                |            |      | Image manquante Téléverser                                       |
| Chapelle des Carmes                                                                 | Saint-Claude                | 46° 23′ 14″ nord, 5° 51′ 43″ est | « PA00102014 » | Inscrit    | 1977 | Chapelle des Carmes                                              |
| Chapelle expiatoire des Carmes                                                      | Saint-Claude                | 46° 23′ 14″ nord, 5° 51′ 41″ est |                |            |      | Chapelle expiatoire des Carmes                                   |
| Chapelle Saint-Léger de Cézia                                                       | Saint-Hymetière-sur-Valouse | 46° 21′ 44″ nord, 5° 34′ 30″ est |                |            |      | Chapelle Saint-Léger de Cézia                                    |
| Chapelle de la Balme de Lavans-sur-Valouse                                          | Saint-Hymetière-sur-Valouse | 46° 20′ 08″ nord, 5° 33′ 59″ est |                |            |      | Image manquante Téléverser                                       |
| Chapelle Notre-Dame du Jubilé de Salave                                             | Saint-Laurent-en-Grandvaux  | 46° 34′ 30″ nord, 5° 56′ 56″ est |                |            |      | Image manquante Téléverser                                       |
| Chapelle Saint-Claude et Saint-Thiébaud                                             | Saint-Lothain               | 46° 49′ 27″ nord, 5° 38′ 22″ est |                |            |      | Chapelle Saint-Claude et Saint-Thiébaud                          |
| Chapelle de l'Ascension                                                             | Saint-Lothain               | 46° 49′ 45″ nord, 5° 38′ 24″ est | « IA00015346 » |            | 1986 | Image manquante Téléverser                                       |
| Chapelle de Villangrette                                                            | Saint-Loup                  | 46° 59′ 31″ nord, 5° 17′ 04″ est |                |            |      | Chapelle de Villangrette                                         |
| Chapelle du Carmel du Champs Guerrin                                                | Saint-Maur                  | 46° 37′ 23″ nord, 5° 35′ 16″ est |                |            |      | Image manquante Téléverser                                       |
| Chapelle Saint-François de Sales de Crillat                                         | Saint-Maurice-Crillat       | 46° 34′ 25″ nord, 5° 48′ 07″ est |                |            |      | Image manquante Téléverser                                       |
| Chapelle Notre-Dame-Libératrice                                                     | Salins-les-Bains            | 46° 56′ 23″ nord, 5° 52′ 36″ est | « PA00102023 » | Classé     | 1931 | Chapelle Notre-Dame-Libératrice                                  |
| Chapelle Saint-Joseph de la Chaux-sur-Clucy                                         | Salins-les-Bains            | 46° 57′ 10″ nord, 5° 54′ 25″ est |                |            |      | Chapelle Saint-Joseph de la Chaux-sur-Clucy                      |
| Chapelle du Fort Saint-André                                                        | Salins-les-Bains            | 46° 56′ 30″ nord, 5° 52′ 16″ est | « PA00102097 » | Classé     | 1993 | Chapelle du Fort Saint-André                                     |
| Chapelle Saint-Claude                                                               | Saugeot                     | 46° 36′ 04″ nord, 5° 49′ 42″ est |                |            |      | Chapelle Saint-Claude                                            |
| Chapelle Saint-Roch                                                                 | Sergenaux                   | 46° 53′ 13″ nord, 5° 27′ 28″ est |                |            |      | Chapelle Saint-Roch                                              |
| Chapelle du château                                                                 | Sermange                    | 47° 11′ 46″ nord, 5° 39′ 14″ est | « PA39000045 » | Inscrit    | 2000 | Chapelle du château                                              |
| Chapelle                                                                            | Serre-les-Moulières         | 47° 12′ 07″ nord, 5° 36′ 52″ est |                |            |      | Chapelle                                                         |
| Chapelle Notre-Dame-du-Pont                                                         | Sirod                       | 46° 44′ 16″ nord, 5° 59′ 08″ est |                |            |      | Chapelle Notre-Dame-du-Pont                                      |
| Chapelle Notre-Dame de la Paix                                                      | Syam                        | 46° 42′ 02″ nord, 5° 56′ 55″ est |                |            |      | Image manquante Téléverser                                       |
| Chapelle Notre-Dame de Bon-Secours                                                  | Thervay                     | 47° 14′ 40″ nord, 5° 36′ 36″ est |                |            |      | Chapelle Notre-Dame de Bon-Secours                               |
| Chapelle Saint-Barthélemy de Chaléa                                                 | Thoirette-Coisia            | 46° 16′ 58″ nord, 5° 31′ 12″ est |                |            |      | Image manquante Téléverser                                       |
| Chapelle Saint-Roch                                                                 | Thoiria                     | 46° 32′ 03″ nord, 5° 44′ 15″ est |                |            |      | Image manquante Téléverser                                       |
| Chapelle de l’Immaculée –Conception de la Vierge et Saint-Laurent des forges Baudin | Toulouse-le-Château         | 46° 49′ 21″ nord, 5° 34′ 26″ est |                |            |      | Image manquante Téléverser                                       |
| Chapelle de Beyne                                                                   | Trenal                      | 46° 38′ 19″ nord, 5° 29′ 03″ est | « IA00015867 » |            | 1983 | Image manquante Téléverser                                       |
| Chapelle Saint-Jean-porte-Latine                                                    | Uxelles                     | 46° 36′ 08″ nord, 5° 47′ 30″ est |                |            |      | Chapelle Saint-Jean-porte-Latine                                 |
| Chapelle Notre-Dame de la Pitié                                                     | Val Suran                   | 46° 23′ 46″ nord, 5° 27′ 06″ est |                |            |      | Image manquante Téléverser                                       |
| Chapelle Saint-Léger de Civria                                                      | Val Suran                   | 46° 21′ 03″ nord, 5° 23′ 25″ est |                |            |      | Chapelle Saint-Léger de Civria                                   |
| Chapelle de Liconnas                                                                | Val Suran                   | 46° 22′ 51″ nord, 5° 26′ 05″ est |                |            |      | Image manquante Téléverser                                       |
| Chapelle                                                                            | Valempoulières              | 46° 49′ 40″ nord, 5° 51′ 53″ est |                |            |      | Chapelle                                                         |
| Chapelle Saint-Maurice de Légna                                                     | Valzin en Petite Montagne   | 46° 25′ 13″ nord, 5° 36′ 28″ est |                |            |      | Chapelle Saint-Maurice de Légna                                  |
| Chapelle de la maison de retraite                                                   | Vannoz                      | 46° 46′ 19″ nord, 5° 54′ 53″ est |                |            |      | Image manquante Téléverser                                       |
| Chapelle de l'abbaye de Vaux                                                        | Vaux-sur-Poligny            | 46° 49′ 32″ nord, 5° 43′ 24″ est | « PA00102048 » | Inscrit    | 2002 | Chapelle de l'abbaye de Vaux                                     |
| Chapelle de Rupt                                                                    | Vescles                     | 46° 22′ 01″ nord, 5° 37′ 35″ est |                |            |      | Image manquante Téléverser                                       |
| Chapelle Saint-Laurent                                                              | Villards-d'Héria            | 46° 24′ 49″ nord, 5° 44′ 05″ est |                |            |      | Chapelle Saint-Laurent                                           |
| Chapelle Saint-Martin                                                               | Voiteur                     | 46° 45′ 16″ nord, 5° 36′ 26″ est | « PA39000058 » | Inscrit    | 2003 | Image manquante Téléverser                                       |
| Chapelle du collège Notre-Dame-de-la-Salette du château Charrin                     | Voiteur                     | 46° 45′ 04″ nord, 5° 36′ 43″ est | « PA00102057 » | Inscrit    | 1984 | Image manquante Téléverser                                       |
| Chapelle du cimetière de Vosbles                                                    | Vosbles-Valfin              | 46° 20′ 29″ nord, 5° 31′ 16″ est |                |            |      | Image manquante Téléverser                                       |